# Werner Gurtner

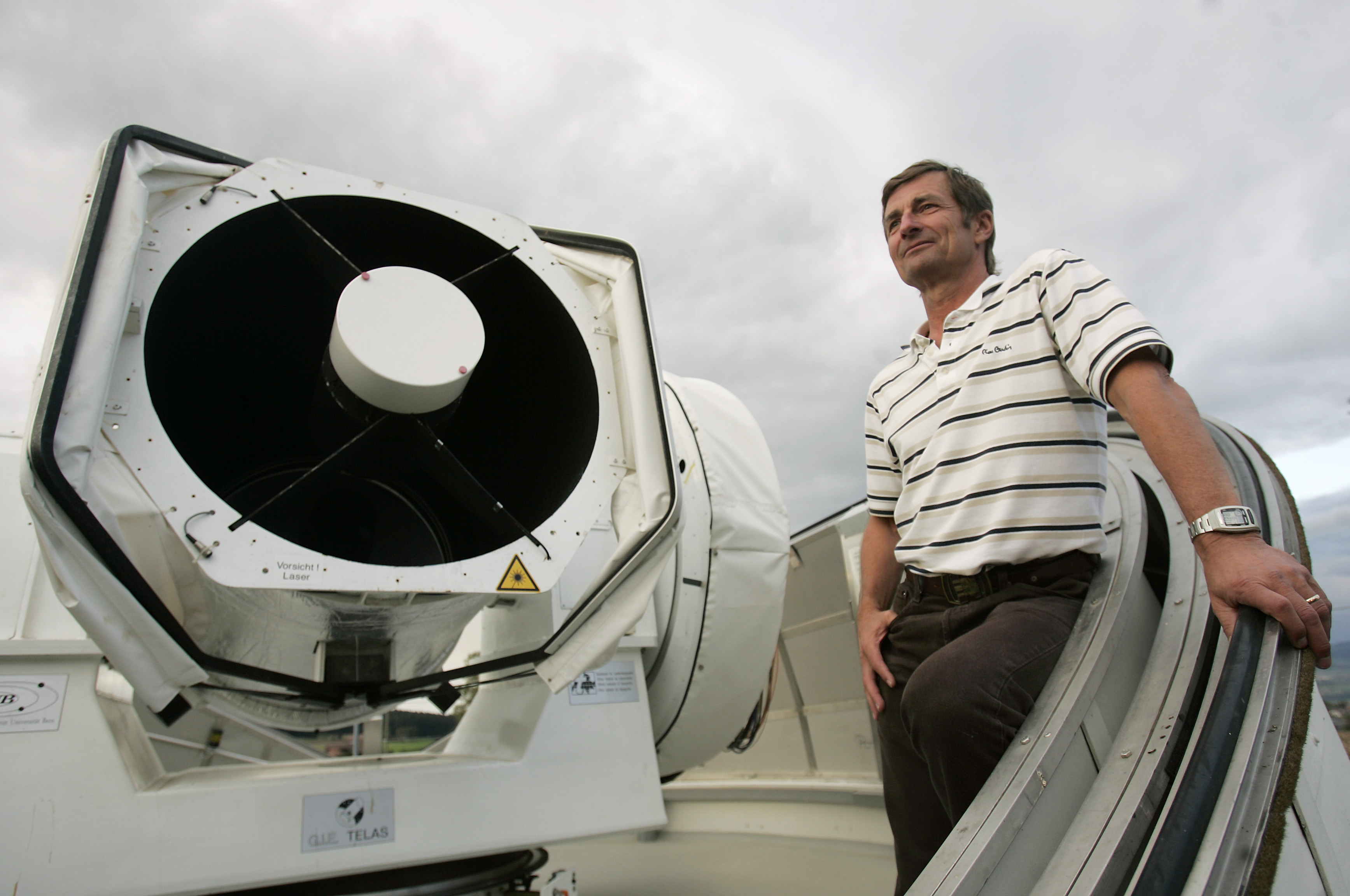
Werner Gurtner mit dem Laser-Teleskop ZIMLAT, Foto: Manu Friederich / AIUB, 2006

Werner Gurtner (* 2. Oktober 1949 in Langenthal; † 24. Oktober 2009 in Bern) war ein Schweizer Ingenieur und Geodät. Er leitete das Observatorium Zimmerwald und leistete mit dem Team des Astronomischen Instituts der Universität Bern (AIUB) entscheidende Beiträge bei der Entwicklung des Observatoriums als Fundamentalstation der Schweizerischen Landesvermessung und zur heutigen «SwissOGS» (Swiss Optical Ground Station).

## Leben
Werner Gurtner wurde 1949 als Sohn des kaufmännischen Angestellten Hans Gurtner und der Mirta Gurtner, geb. Däster, in Langenthal (Kanton Bern) geboren. Er wuchs mit seinem älteren Bruder in dieser Stadt auf und besuchte die dortigen Primar- und Sekundarschulen sowie das Gymnasium, das er mit der Maturität Typus C abschloss. Bei einem Praktikum in einem Ingenieur- und Vermessungsbüro in Langenthal, vermittelt durch den Schulfreund und späteren Berufskollegen Beat Bürki, kam er erstmals mit dem Berufsfeld der Vermessung in Kontakt. Im Militärdienst erreichte er den Dienstgrad eines Oberleutnants der Artillerie. 1973 heiratete er Rosemarie Roulin. Das Ehepaar hatte eine Tochter und einen Sohn. In zweiter Ehe heiratete er 1992 Christine Strickler, geb. Sauer, die als Direktionssekretärin am AIUB tätig war.
Gurtner studierte an der Abteilung VIII B der Eidg. Technischen Hochschule Zürich (ETHZ) und schloss das Studium 1973 mit dem Diplom als Vermessungsingenieur ab. 1974–1979 war er als Assistent und Doktorand am Institut für Geodäsie und Photogrammetrie (IGP) der ETHZ angestellt. Unter der Leitung von Max Schürer, ordentlicher Professor für Astronomie und Direktor des AIUB sowie Dozent für Höhere Geodäsie im Nebenamt an der ETHZ, berechnete er ein Geoidmodell der Schweiz. Mit seiner Dissertation «Über das Geoid in der Schweiz» promovierte er 1978 als Dr. sc. techn. an der ETH Zürich.
1980 wechselte Gurtner offiziell von der ETHZ an das AIUB, wo er eine Forschungsassistenz bei Paul Wild, dem Direktor des AIUB, erhielt. Nachdem er sich schon seit 1978 intensiv mit Satellitengeodäsie befasst hatte, arbeitete er nun an der Weiterentwicklung der Satellitenbeobachtungsstation Zimmerwald. 1987 wurde er zum wissenschaftlichen Mitarbeiter und Leiter des Observatoriums Zimmerwald ernannt. Ab 1992 übernahm er auch einen Lehrauftrag am AIUB und hielt Vorlesungen über Parameterbestimmung und Schätzverfahren.  1992–1996 realisierte Gurtner mit einem kleinen Team des AIUB das Projekt «Neues Teleskop Zimmerwald». Das Observatorium Zimmerwald wurde unter Gurtners Leitung zu einer Station von internationaler Bedeutung im weltweiten Satelliten-Beobachtungsnetz des International Laser Ranging Service (ILRS).
1984 bis 2009  war Gurtner Mitglied der Schweizerischen Geodätischen Kommission (SGK) der Schweizerischen Naturforschenden Gesellschaft (SNG), heute Akademie der Naturwissenschaften Schweiz (ScNat). Daneben wurde er auch mit mehreren Mandaten der Internationalen Assoziation für Geodäsie (IAG) betraut. So war er Vorsitzender der Vereinigung europäischer Laserstationen EUROLAS sowie des Governing Boards des ILRS seit dessen Anfängen 1998. Er war Gründungsmitglied der IAG Subkommission EUREF (European Reference Frame) und ab 1992 sehr aktiv in deren Technical Working Group, die er 1999 bis 2003 leitete.
Die Verdienste Gurtners – inzwischen stellvertretender Direktor des AIUB – wurden 1999 von der Phil.-nat. Fakultät der Universität Bern (UB) mit der Beförderung zum Titularprofessor gewürdigt.
Werner Gurtner starb nach schwerer Krankheit kurz nach Vollendung des 60. Altersjahres am 24. Oktober 2009 in Bern.

## Geodäsie und Landesvermessung
Gurtner hatte neben seinen theoretischen Fähigkeiten ein Flair für die praktische Problemlösung als Ingenieur. Als Assistent an der ETHZ entwickelte er 1976 einen Kreuzschlitten für die Präzisionszentrierung von geodätischen Instrumenten. Das Gerät wurde in der mechanischen Werkstatt des AIUB in kleinen Serien hergestellt. Im Einsatz bei Präzisionsmessungen der Ingenieurvermessung sowie bei der Schweizerischen Landesvermessung ´LV95´ leistete der Kreuzschlitten in Kombination mit Nadirloten wertvolle Dienste.
Mit der Einführung der Elektronischen Distanzmessung (EDM) in der Schweizerischen Landesvermessung Ende der 1960er-Jahre entstand das dringende Bedürfnis nach einem Geoidmodell für die geometrische Reduktion der Raumdistanzen auf das Bezugsellipsoid. Als Doktorand von Max Schürer berechnete Gurtner an der ETHZ ein Geoidmodell der Schweiz, das er 1978 publizierte. Ausgehend von astrogeodätisch gemessenen Lotabweichungen verwendete er dabei die Methode der Kollokation und Prädiktion unter Berücksichtigung von Massenmodellen (Remove-Restore-Technik). Das «Gurtner-Geoid» erlaubte die Schätzung von Geoidundulationen mit Dezimeter-Genauigkeit und diente während zwei Jahrzehnten als Datengrundlage bei trigonometrischen Netzausgleichungen der Landes- und Ingenieurvermessung in der alpinen Topografie der Schweiz. Es wurde erst 1997 durch ein verfeinertes astrogeodätisches Geoidmodell, berechnet von Urs Marti, abgelöst.
Bei ersten Anwendungen von GPS (Global Positioning System) zur Vermessung des Large Electron-Positron Colliders (LEP) 1986 beim CERN in Genf und der Einführung der satellitengestützten Messmethoden in die Landesvermessung waren Gurtners Fachkenntnisse gefragt. Wesentliche Beiträge leistete er als Experte und Mitautor bei der Konzeption der neuen Schweizerischen Landesvermessung ´LV95´ durch das Bundesamt für Landestopografie swisstopo.

## Satellitengeodäsie
Gurtner fokussierte seine Forschungstätigkeit ab 1978 am AIUB auf die Laser-Distanzmessung zu Satelliten, englisch ´Satellite Laser Ranging´ (SLR) genannt. Er entwickelte die Echtzeit-Software für den Stations-Computer der Satellitenstation Zimmerwald, für die er ab 1987 als ´Station Manager´ zuständig war.
Ab 1984 war er mit dem Team des AIUB an der Entwicklung der ´Bernese Second Generation GPS Software´ beteiligt, einer Software zur Auswertung von GPS-Messdaten für geodätische Netze, welche rasch weltweite Anwendung fand. Ebenso spielte Gurtner eine wichtige Rolle bei der Etablierung des International GPS Service (IGS) der IAG, heute International GNSS Service (IGS). Im Rahmen dieses Engagements entwickelte er 1989 das Receiver Independent EXchange Format (RINEX), ein empfängerunabhängiges Daten-, Speicher- und Austauschformat. RINEX wird für GPS- oder heute allgemeiner GNSS-Rohdaten verwendet und ermöglicht den weltweiten Austausch von Messdaten (Pseudostreckenmessungen aus GNSS-Code- oder Trägerphasenbeobachtungen und Satellitenephemeriden) für die Berechnung von Netzen der Satellitengeodäsie. Die Einführung und Weiterentwicklung von RINEX war eine Voraussetzung für den Betrieb von weltweiten, permanenten GNSS-Netzen und Datendiensten, wie etwa den IGS. Das RINEX-Format, heute weltweit anerkannt, wird von allen Herstellern von geodätischen GNSS-Satellitenempfängern unterstützt.
Gurtner leistete ab Mitte der 1980er-Jahre Pionierarbeit bei der Entwicklung der ´Space Geodesy´ und sorgte für die Verbindung zwischen ILRS und IGS. Mit Weitblick kombinierte er die neuen geodätischen Technologien SLR und GNSS sowie Astrogeodäsie, Absolut- und Gezeitengravimetrie etc. in Zimmerwald, was ihm durch die Zusammenarbeit mit Partnerinstitutionen wie IGP und swisstopo etc. gelang. Das Observatorium wurde unter seiner Leitung zur geodätischen Fundamentalstation für die wissenschaftliche Forschung und für die Schweizerische Landesvermessung.
In Zusammenarbeit mit Partnern im In- und Ausland koordinierte Gurtner nationale, kontinentale und globale GNSS-Messkampagnen mit Beteiligung der Station Zimmerwald. Am AIUB organisierte er das Datenmanagement und beteiligte sich an der Auswertung (Postprocessing) der Messdaten mit der 'Bernese Software'. Beispiele sind die erste landesweite GPS-Messkampagne 'GRANIT´ in der Schweiz 1987, die europäische GPS-Messkampagne EUREF-89, der Aufbau eines weltweiten GPS-Netzes und dessen Auswertung. Hinzu kamen die Beteiligung an der 1992 IGS-Kampagne des Center of Orbit Determination in Europe (CODE) sowie das Konzept des EUREF Permanent Network (EPN) 1992–1996.
1992 bis 1997 leitete er das Projekt «New Telescope Zimmerwald». Gemeinsam finanziert durch den Kanton Bern, die UB, den Schweizerischen Nationalfonds und swisstopo, wurde das Observatorium Zimmerwald mit dem leistungsfähigen 1m-Teleskop ZIMLAT (ZIMmerwald Laser and Astrometry Telescope) ausgerüstet. ZIMLAT wurde durch ein Team des AIUB entworfen und ist sowohl für SLR als auch für optische Beobachtungen konzipiert.

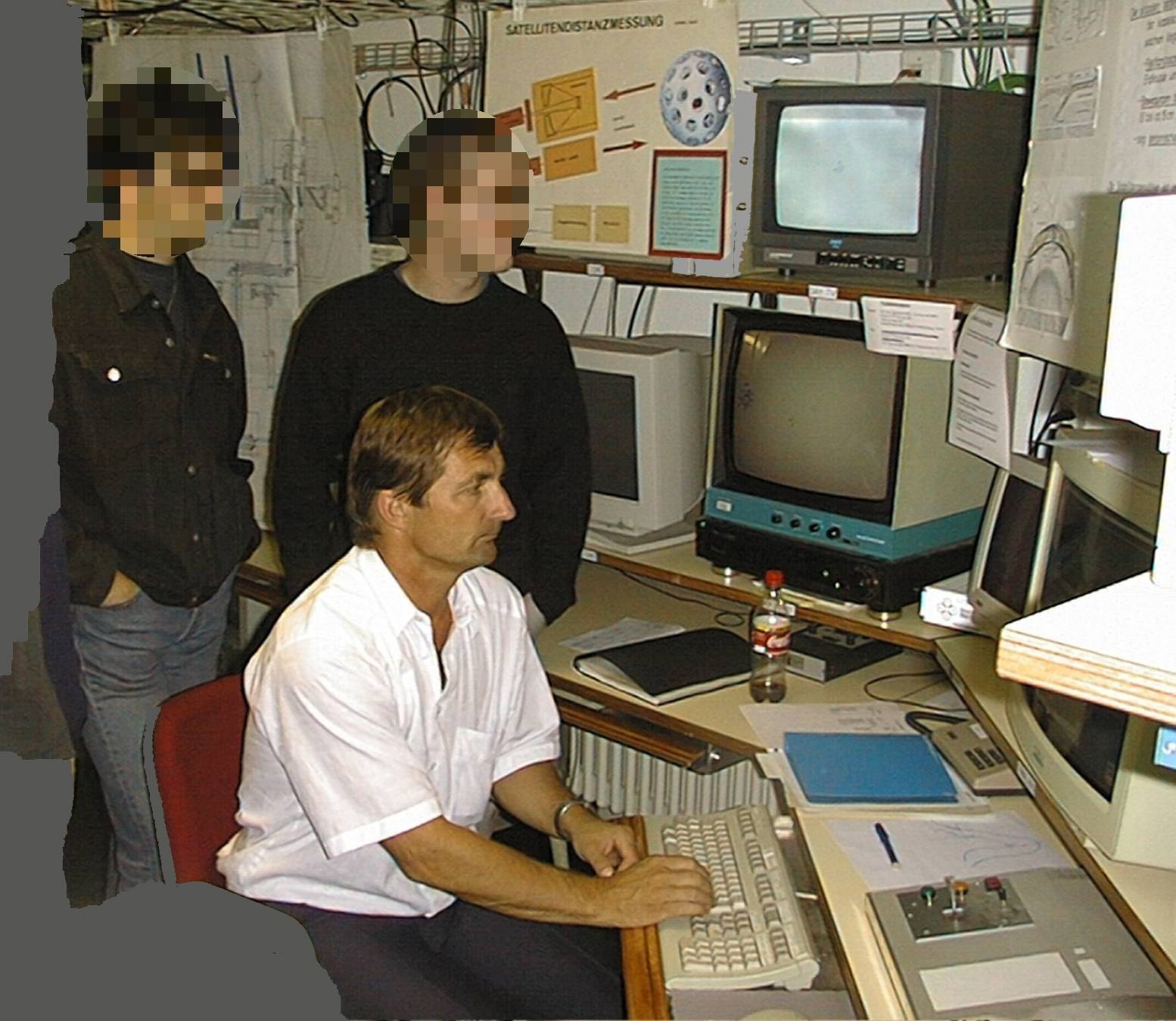
Werner Gurtner demonstriert das SLR-Tracking im ZIMLAT-Kontrollraum, Foto: Beat Bürki, 1999

Gurtner entwickelte die Echtzeit-Software für das Tracking von Satellitendurchgängen und für optisch-astrometrische Beobachtungen. Nach Inbetriebnahme (´First Light´) 1997 organisierte er den SLR-Beobachtungsbetrieb des Observatoriums, das ab 1999 auch im Fern- und Automatik-Modus operationell war. Das AIUB beteiligte sich mit dem Observatorium Zimmerwald an zahlreichen weltweit durchgeführten SLR-Messkampagnen und wurde zu einem bedeutenden Pfeiler des ILRS.
2005 bis 2008 wurde ZIMLAT mit einem neuen Nd:YAG-Laser-System aufgerüstet, das Zweifarben-Distanzmessungen und andere experimentelle Beobachtungen ermöglichte. Unter Gurtners Leitung und seinem persönlichen Einsatz wurde der Beobachtungsprozess stetig optimiert und weitgehend automatisiert. Das Observatorium Zimmerwald gilt heute als produktivste SLR-Station der nördlichen Hemisphäre und als bedeutende Optical Ground Station der globalen Space Geodesy.
Schon von seiner Krankheit gezeichnet, führte Werner Gurtner am 28. Juli 2009 erfolgreiche Entfernungsmessungen von Zimmerwald zum Lunar Reconnaissance Orbiter (LRO). durch. Damit war das Observatorium Zimmerwald die erste SLR-Station ausserhalb der USA, die diesen Erfolg verbuchen konnte.

## Schriften (Auswahl)
- Eine Präzisionszentriervorrichtung. Vermessung, Photogrammetrie, Kulturtechnik 74 5/76 (1976) 123-125
- Das Geoid in der Schweiz. Astronomisch-geodätische Arbeiten in der Schweiz. Bd. 32 Schweizerische Geodätische Kommission 1978. Zürich  Digitalisat
- GPS-Testmessungen auf dem CERN-LEP-Kontrollnetz Vermessung, Photogrammetrie, Kulturtechnik 84 6/86 (1986) 219-224
- A Common Exchange Format for GPS Data. CSTG/ GPS Bulletin 2(3) (May-June 1989), 1-11.
- Die Fundamentalstation Zimmerwald. Orion Bd. 61 (2003)